# Al Eberhard
Allen Dean Eberhard, detto Al (Cedar Rapids, 10 maggio 1952), è un ex cestista statunitense, professionista nella NBA.
È lo zio di Cody Zeller.

## Carriera
Venne selezionato dai Detroit Pistons al primo giro del Draft NBA 1974 (15ª scelta assoluta).